# Liste der brasilianischen Botschafter in Chile
Liste der brasilianischen diplomatischen Vertreter in Chile
Der brasilianische Botschafter residiert in der Calle Padre Alonso de Ovalle 1665 Santiago de Chile.
| Ernannt/Akkreditiert | Name                                        | Bemerkungen               | ernannt von                          | akkreditiert bei                | Posten verlassen |
| -------------------- | ------------------------------------------- | ------------------------- | ------------------------------------ | ------------------------------- | ---------------- |
| 1837                 | Manuel Cergueira Lima                       | Geschäftsträger           | Peter II.                            | Francisco Errázuriz             |                  |
| 1851                 | Duarte Da Ponte Riveira                     |                           | Peter II.                            | Manuel Montt Torres             |                  |
| 1852                 | Juan de la Costa Rego Monteiro              | Geschäftsträger           | Peter II.                            | Manuel Montt Torres             |                  |
| 1852                 | Juan de la Costa Rego Monteiro              |                           | Peter II.                            | Manuel Montt Torres             |                  |
| 1863                 | Pedro De Carvalho Borges                    | Geschäftsträger           | Peter II.                            | José Joaquín Pérez Mascayano    |                  |
| 1864                 | Francisco A. de Varnhagen                   |                           | Peter II.                            | José Joaquín Pérez Mascayano    |                  |
| 1867                 | Francisco Javier Da Costa Aguiar de Andrada | Geschäftsträger           | Peter II.                            | José Joaquín Pérez Mascayano    |                  |
| 1882                 | José Pedro Wernek Ribeiro de Aguilar        | Geschäftsträger           | Peter II.                            | Domingo Santa María González    |                  |
| 1889                 | P.F. Correia de Araujo                      |                           | Manuel Deodoro da Fonseca            | José Manuel Balmaceda           |                  |
| 1890                 | Enrique De Barros Cavalcanti de Lacerda     |                           | Manuel Deodoro da Fonseca            | José Manuel Balmaceda           |                  |
| 1897                 | Julio H. De Mello e Alvim                   |                           | Prudente de Morais                   | Federico Errázuriz Echaurren    |                  |
| 1900                 | J.P. Da Costa Motta                         |                           | Manuel Ferraz de Campos Sales        | Federico Errázuriz Echaurren    |                  |
| 1903                 | Graco De Sa Valle                           | Geschäftsträger           | Francisco de Paula Rodrigues Alves   | Aníbal Zañartu                  |                  |
| 1913                 | Luis de Lorena Ferreira                     |                           | Hermes Rodrigues da Fonseca          | Elías Fernández Albano          |                  |
| 1917                 | Cardoso de Oliveira                         |                           | Venceslau Brás Pereira Gomes         | Juan Luis Sanfuentes Andonaegui |                  |
| 1922                 | Silvino Gurgel do Amaral                    | Ministre plénipotentiaire | Artur da Silva Bernardes             | Arturo Alessandri Palma         |                  |
| 1925                 | Abelardo Rocas                              |                           | Artur da Silva Bernardes             | Arturo Alessandri Palma         |                  |
| 1931                 | José de Paula Rodrígez Álves                |                           | Getúlio Dornelles Vargas             | Pedro Opazo                     |                  |
| 1935                 | Gilberto Amado                              |                           | Getúlio Dornelles Vargas             | Carlos Dávila Espinoza          |                  |
| 1935                 | Artur Guimarães de Araújo Jorge             |                           | Getúlio Dornelles Vargas             | Carlos Dávila Espinoza          |                  |
| 1937                 | Maurício Nabuco                             |                           | Getúlio Dornelles Vargas             | Carlos Dávila Espinoza          |                  |
| 1939                 | Samuel De Souza-Leao Gracie                 |                           | Getúlio Dornelles Vargas             | Pedro Aguirre Cerda             |                  |
| 1946                 | Carlos Celso de Ouro Preto                  |                           | Eurico Gaspar Dutra                  | Alfredo Duhalde                 |                  |
| 1950                 | Julio Augusto Barbosa Carneiro              |                           | Eurico Gaspar Dutra                  | Alfredo Duhalde                 |                  |
| 1952                 | Ciro de Freitas Vale                        |                           | Getúlio Dornelles Vargas             | Carlos Ibáñez del Campo         |                  |
| 1955                 | Vilhena Ferreira Braga                      |                           | Nereu Ramos                          | Carlos Ibáñez del Campo         |                  |
| 1959                 | Rubens Ferreira de Mello                    |                           | Juscelino Kubitschek                 | Jorge Alessandri Rodríguez      |                  |
| 1961                 | Fernando Ramos de Alencar                   |                           | Jânio Quadros                        | Jorge Alessandri Rodríguez      |                  |
| 1966                 | Antônio Mendes Vianna                       |                           | Humberto Castelo Branco              | Eduardo Frei Montalva           |                  |
| 1969                 | Antônio Cândido da Câmara Canto             |                           | Aurélio de Lira Tavares              | Eduardo Frei Montalva           | 22. Jan. 1975    |
| 23. Jan. 1975        | José Coelho Monteiro                        | Geschäftsträger           | Ernesto Geisel                       | Augusto Pinochet                | 3. Feb. 1975     |
| 4. Feb. 1975         | Antônio Cândido da Câmara Canto             |                           | Ernesto Geisel                       | Augusto Pinochet                | 31. März 1975    |
| 1. Apr. 1975         | José Coelho Monteiro                        | Geschäftsträger           | Ernesto Geisel                       | Augusto Pinochet                | 5. Apr. 1975     |
| 6. Apr. 1975         | Antônio Cândido da Câmara Canto             |                           | Ernesto Geisel                       | Augusto Pinochet                | 7. Apr. 1975     |
| 8. Apr. 1975         | José Coelho Monteiro                        | Geschäftsträger           | Ernesto Geisel                       | Augusto Pinochet                | 11. Apr. 1975    |
| 12. Apr. 1975        | Antônio Cândido da Câmara Canto             |                           | Ernesto Geisel                       | Augusto Pinochet                | 15. Juni 1975    |
| 16. Juni 1975        | Rodrigo Amaro de Azeredo Coutinho           | Geschäftsträger           | Ernesto Geisel                       | Augusto Pinochet                | 24. Juni 1975    |
| 25. Juni 1975        | Antônio Cândido da Câmara Canto             |                           | Ernesto Geisel                       | Augusto Pinochet                | 22. Sep. 1975    |
| 23. Sep. 1975        | Rodrigo Amaro de Azeredo Coutinho           | Geschäftsträger           | Ernesto Geisel                       | Augusto Pinochet                | 19. Nov. 1975    |
| 20. Nov. 1975        | Expedito de Freitas Reszende                |                           | Ernesto Geisel                       | Augusto Pinochet                | 22. Dez. 1975    |
| 23. Dez. 1975        | Rodrigo Amaro de Azeredo Coutinho           | Geschäftsträger           | Ernesto Geisel                       | Augusto Pinochet                | 31. Dez. 1975    |
| 1977                 | Raul Henrique Castro e Silva de Vincenzi    |                           | Ernesto Geisel                       | Augusto Pinochet                |                  |
| 1981                 | Jorge Carlos Ribeiro                        |                           | João Baptista de Oliveira Figueiredo | Augusto Pinochet                |                  |
| 1987                 | Ronaldo Costa                               |                           | José Sarney                          | Augusto Pinochet                |                  |
| 1991                 | Guilherme Leite-Ribero                      |                           | Fernando Collor de Mello             | Patricio Aylwin Azócar          |                  |
| 1995                 | Gilberto Coutinho Paranhos Velloso          |                           | Fernando Henrique Cardoso            | Eduardo Frei Ruiz-Tagle         |                  |
| 1999                 | João Augusto de Médicis                     |                           | Fernando Henrique Cardoso            | Ricardo Lagos Escobar           | 2002             |
| 2003                 | Gelson Fonseca Junior                       |                           | Luiz Inácio Lula da Silva            | Ricardo Lagos Escobar           |                  |
| 2006                 | Mario Vivalva                               |                           | Luiz Inácio Lula da Silva            | Michelle Bachelet               |                  |
| 2010                 | Frederico Cezar de Araújo                   |                           | Luiz Inácio Lula da Silva            | Michelle Bachelet               |                  |